# Philippe Buache
Philippe Buache (ur. 7 lutego 1700 w Paryżu, zm. 24 stycznia 1773 tamże) – geograf francuski. W 1729 roku został geografem królewskim. Twórca geomorfologii jako logicznego systemu. Jako pierwszy wprowadził izobaty w roku 1745 na mapie kanału La Manche.
Dokonał podziału powierzchni Ziemi na mniejsze części, wyróżniając płaskowyże i baseny. Zakładał, że najwyżej położone obszary górskie (wysokie płaskowyże) są źródliskami wielkich rzek, działy wód stanowią pasma górskie, które z kolei otaczają baseny, na które podzielone są kontynenty. Na każdym kontynencie, do których zaliczał także Australię, występuje jeden centralny płaskowyż. Konsekwentnie wydzielił podmorskie baseny i podmorskie systemy gór, gdzie kontynuację działów wód stanowią ciągi wysp, mielizn i raf, ujmując w ten sposób morfologię całej Ziemi.